# David Lim
David Bradley Lim dit David Lim, né le 23 septembre 1983 à Oakland, en Californie, aux (États-Unis), est un acteur, mannequin et ingénieur électricien américain.

## Biographie
Après avoir obtenu un diplôme en génie électrique de l'Université de Californie à San Diego, David Lim travaille dans le domaine du crédit bancaire. Voulant changer de voie, le natif de Oakland s'installe à Los Angeles pour y travailler comme mannequin. Parallèlement, il fait du théâtre, joue dans des publicités (Apple, Budweiser, etc.) et passe des castings.
David Lim apparaît furtivement dans plusieurs séries comme Les Feux de l'amour, Castle, Revenge, Supergirl ou encore Esprits criminels. En 2012, il trouve un rôle un peu plus important dans Hollywood Heights, qui suit une adolescente dont la vie change lorsqu'elle devient une star et gagne le cœur d'un chanteur dont elle est fan depuis longtemps.
En 2016, sa carrière prend un tournant important lorsqu'il rejoint la distribution de Quantico dès sa deuxième saison. Dans cette série d'espionnage créée par Joshua Safran et Mark Gordon, le comédien se glisse dans la peau de Sebastian Chen, un futur agent de la CIA droit dans ses bottes. Mais c'est durant l'année 2017 que sa notoriété s'accentue véritablement.
David Lim est en effet choisi pour jouer un personnage régulier de S.W.A.T., série d'action créée par Shawn Ryan (The Shield) et Aaron Rahsaan Thomas. Il s'agit de Victor Tan, un jeune homme promu à un poste d'ingénieur, mais qui préfère exercer la profession qu'il a toujours voulu faire en devenant policier, pour ensuite intégrer la prestigieuse unité d'élite.

## Filmographie
- 2015: Esprits Criminels: CEO Kevin Bruner (saison 11, épisode 12)
- 2017-2025 : S.W.A.T. (série TV) : Victor Tan